# The Lone Chance
Pour plus de détails, voir Fiche technique et Distribution.
The Lone Chance est un film américain réalisé par Howard M. Mitchell, sorti en 1924.

## Fiche technique
- Titre : The Lone Chance
- Réalisation : Howard M. Mitchell
- Scénario : Charles Kenyon et Frederick J. Jackson
- Pays d'origine : États-Unis
- Format : Noir et blanc - 1,33:1 - Film muet
- Genre : drame
- Durée : 50 minutes
- Date de sortie : 1924

## Distribution
- John Gilbert : Jack Saunders
- Evelyn Brent : Margaret West
- John Miljan : Lew Brody
- Edwin B. Tilton : Governor
- Harry Todd : Burke
- Frank Beal : Warden